# Carol Corbu

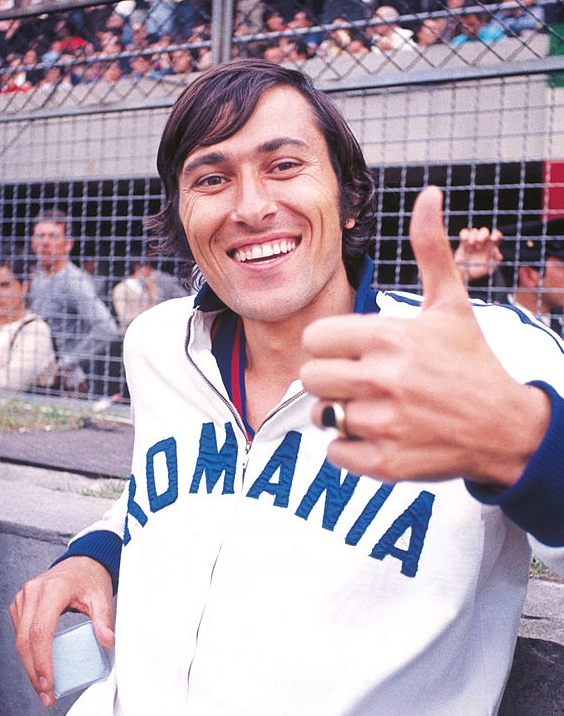
Corbu bei den Olympischen Spielen 1972 in München

Carol Corbu (* 8. Februar 1946 in Văleni-Podgoria, Kreis Argeș) ist ein ehemaliger rumänischer Dreispringer. Er gewann zwei Medaillen bei Europameisterschaften und fünf Medaillen bei Halleneuropameisterschaften.

## Karriere
Corbu sprang 1969 bei der noch inoffiziellen Halleneuropameisterschaften, den Europäischen Hallenspielen in Belgrad, 16,20 m und belegte damit den dritten Platz hinter Mikalaj Dudkin aus der Sowjetunion und dem Ungarn Zoltán Cziffra. In der Freiluftsaison 1969 gewann er den ersten von acht rumänischen Meistertiteln im Dreisprung, 1975 siegte er auch im Weitsprung. Bei den Freilufteuropameisterschaften 1969 in Athen sprang Corbu mit Windunterstützung 16,56 mweit und belegte den vierten Platz hinter Wiktor Sanejew aus der Sowjetunion, dem Ungarn Cziffra und Klaus Neumann aus der DDR. 1970 fanden in Wien die ersten offiziellen Halleneuropameisterschaften statt, mit 16,35 m belegte Corbu den sechsten Platz. 
1971 bei den Halleneuropameisterschaften in Sofia sprangen Wiktor Sanejew und Carl Corbu beide 16,83 m weit, Sanejew erhielt die Goldmedaille, da jeder seiner anderen fünf Versuche weiter war als Corbus zweitbester Sprung. Bei den Freilufteuropameisterschaften 1971 in Helsinki gewann Jörg Drehmel aus der DDR, hinter Sanejew belegte Corbu mit 16,87 m den dritten Platz. Wie im Vorjahr erhielt Corbu auch bei den Halleneuropameisterschaften 1972 in Grenoble die Silbermedaille, mit 16,89 m lag er acht Zentimeter hinter Sanejew. Bei den Olympischen Spielen 1972 in München gewann Sanejew nach 1968 seine zweite Goldmedaille; hinter Jörg Drehmel und dem Brasilianer Nelson Prudencio belegte Corbu mit 16,85 m den vierten Platz. Seine einzige internationale Goldmedaille ersprang Corbu bei den Halleneuropameisterschaften 1973 in Rotterdam. Mit 16,80 m hatte er fünf Zentimeter Vorsprung auf den Polen Michał Joachimowski.
Bei den Halleneuropameisterschaften 1974 in Göteborg trat Corbu nach dem zehnten Platz im Weitsprungwettbewerb nicht zum Dreisprung an. Bei den Freilufteuropameisterschaften 1974 in Rom hatte Corbu mit 16,68 m zwar 55 Zentimeter Rückstand auf Wiktor Sanejew, gewann aber gleichwohl die Silbermedaille vor dem Polen Andrzej Sontag, Drehmel und Joachimowski belegten die Plätze vier und fünf. Wie im Vorjahr in Göteborg blieb Corbu auch bei den Halleneuropameisterschaften 1975 in Kattowitz ohne Medaille: mit 16,66 m war er Vierter im Dreisprung, tags darauf erreichte er im Weitsprung  mit 7,64 m den fünften Platz. Bei den Hallen-Halleneuropameisterschaften in München gelang Corbu mit 16,75 m der Sprung zur Silbermedaille hinter Wiktor Sanejew, der mit 17,10 m allerdings abermals einen beträchtlichen Vorsprung hatte. In der Freiluftsaison gewann Sanejew bei den Olympischen Spielen 1976 in Montreal seine dritte Goldmedaille, Corbu belegte in Montreal mit 16,43 m den achten Platz. Zum Abschluss seiner Karriere gelang Corbu bei den Halleneuropameisterschaften 1978 in Mailand mit 16,41 m noch einmal ein vierter Platz, bei den Freilufteuropameisterschaften 1978 in Prag belegte er mit 16,02 m den vierzehnten Platz.
Bei einer Körpergröße von 1,97 m hatte Corbu ein Wettkampfgewicht von 85 kg.

## Persönliche Bestleistungen
- Weitsprung: 7,92 m (1972, Halle)
- Dreisprung: 17,12 m (1971)